# Grammy Award alla miglior interpretazione vocale pop di gruppo
Il Grammy Award alla miglior interpretazione vocale di gruppo (Grammy Award for Best Pop Performance by a Duo or Group with Vocals) è un premio dei Grammy Award conferito dalla National Academy of Recording Arts and Sciences per la qualità della miglior registrazione pop vocale di duo o gruppo.
Il premio è stato conferito dal 1966 al 2011. Dal 2012 è stato accorpato alla categoria miglior interpretazione pop di un duo o un gruppo.

## Vincitori e candidati

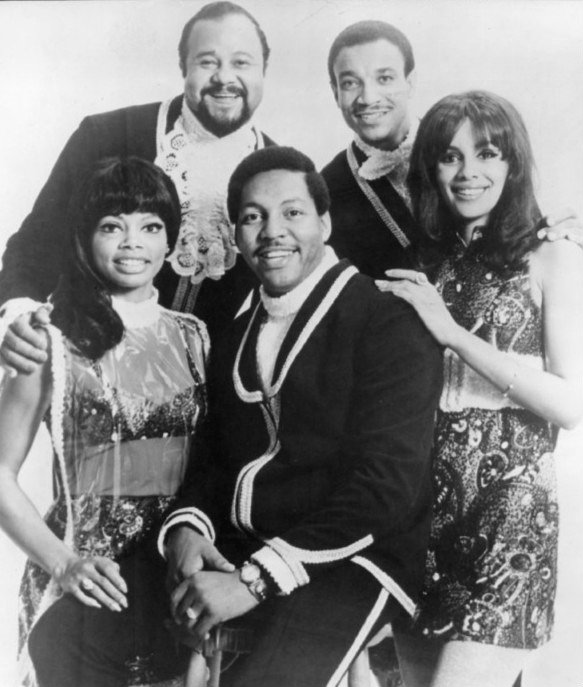
The 5th Dimension ha vinto 2 premi in questa categoria.

### Anni 1960
- 1966
  - The Statler Brothers - Flowers on the Wall
  - The Beatles - Help!
  - Herman's Hermits - Mrs. Brown, You've Got a Lovely Daughter
  - Sam the Sham and the Pharaohs - Wooly Bully
  - The Supremes - Stop! In the Name of Love
- 1967
  - The Mamas & the Papas - Monday, Monday
  - The Association - Cherish
  - The Beach Boys - Good Vibrations
  - The Monkees - Last Train to Clarksville
  - The Sandpipers - Guantanamera
- 1968
  - The 5th Dimension - Up, Up and Away
  - The Association - Windy
  - The Beatles - Sgt. Pepper's Lonely Hearts Club Band
  - The Box Tops - The Letter
  - The Monkees - I'm a Believer
  - Procol Harum - A Whiter Shade of Pale
- 1969
  - Simon & Garfunkel - Mrs. Robinson
  - Blood, Sweat & Tears - Child Is Father to the Man
  - The Lettermen - Goin' Out of My Head e Can't Take My Eyes Off You
  - Sergio Mendes & Brazil '66 - The Fool On The Hill
  - The Beatles - Hey Jude
  - Gary Puckett e The Union Gap - Woman, Woman

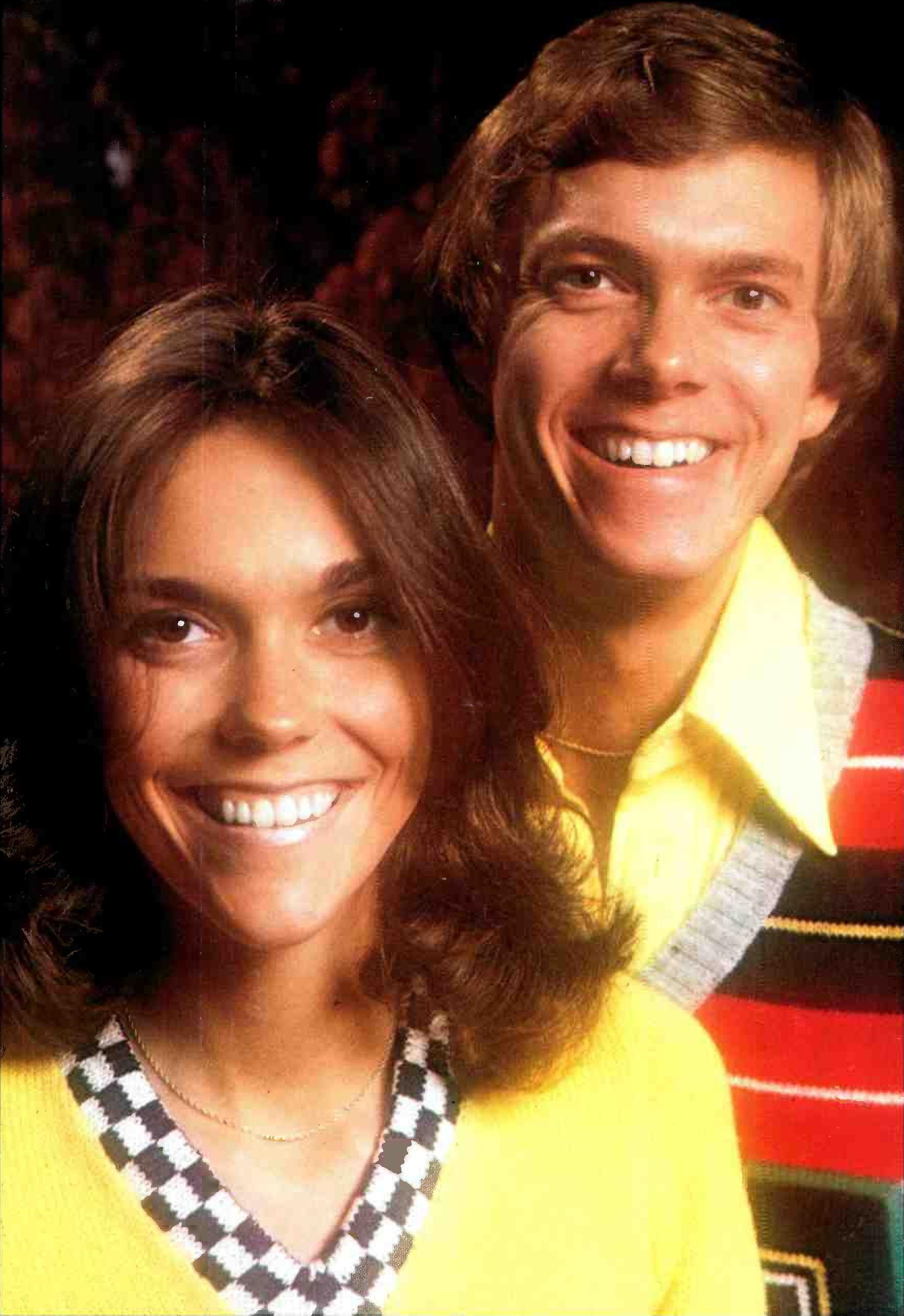
The Carpenters hanno vinto 2 premi in questa categoria su 3 candidature.

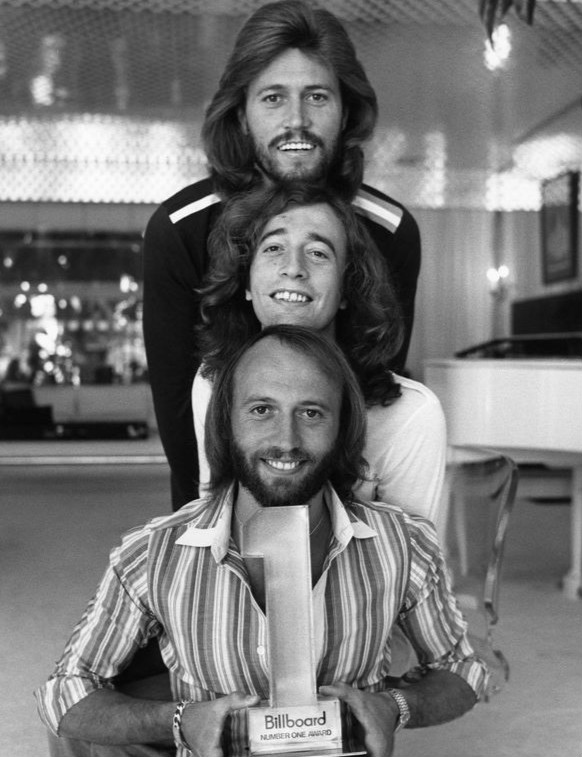
I Bee Gees hanno vinto 2 premi in questa categoria.

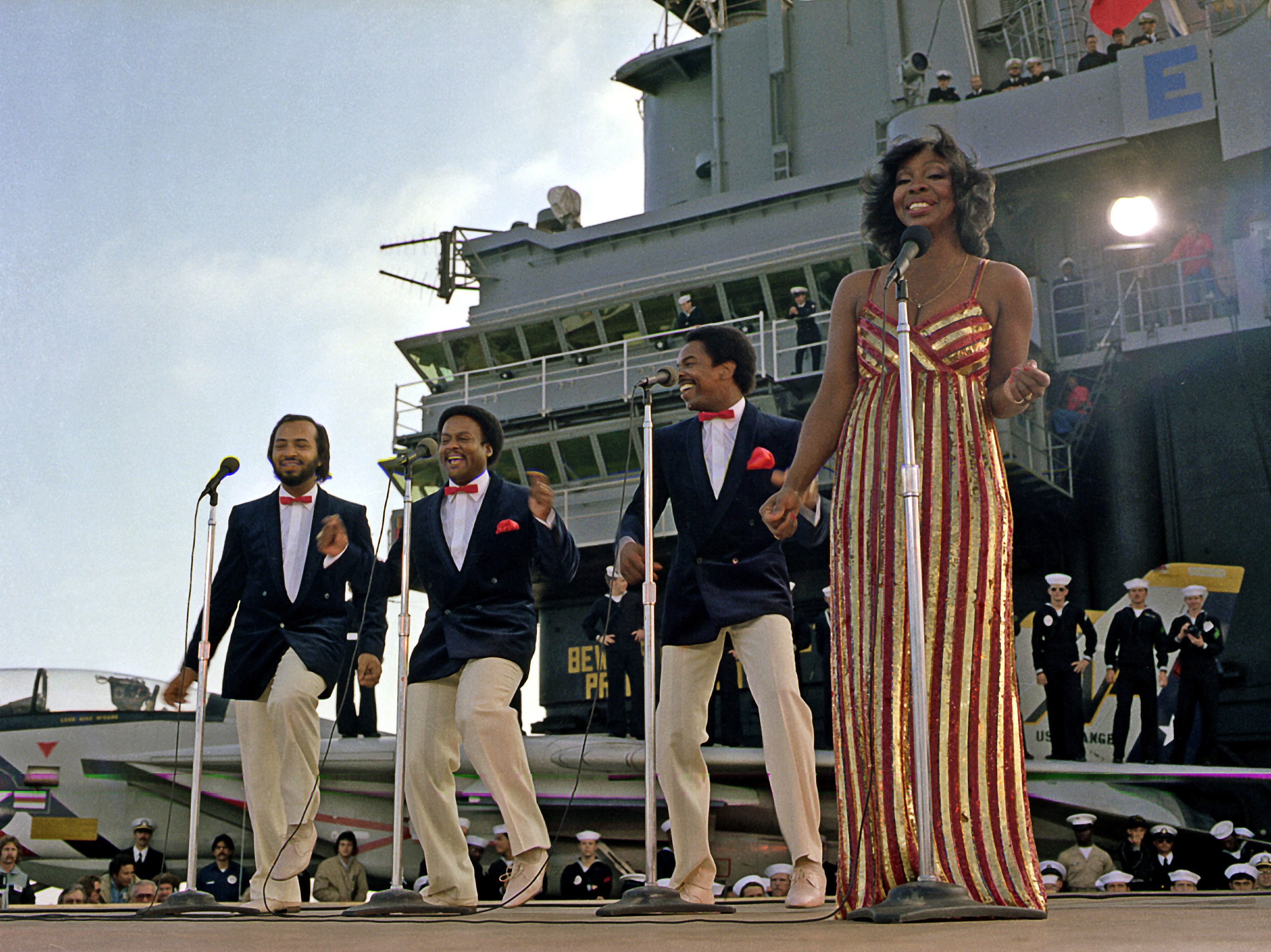
Gladys Knight & the Pips hanno vinto 2 premi in questa categoria.

### Anni 1970
- 1970
  - The 5th Dimension - Aquarius/Let the Sunshine In
  - The Beatles - Abbey Road
  - Blood, Sweat & Tears - Blood, Sweat & Tears
  - Crosby, Stills & Nash - Crosby, Stills & Nash
  - The Neon Philharmonic - Morning Girl
- 1971
  - The Carpenters - Close to You
  - The Beatles - Let It Be
  - Chicago - Chicago
  - The Jackson 5 - ABC
  - Simon & Garfunkel - Bridge over Troubled Water
- 1972
  - The Carpenters - Carpenters
  - Bee Gees - How Can You Mend a Broken Heart
  - The London Cast - Jesus Christ Superstar
  - Sonny & Cher - All I Ever Need Is You
  - Three Dog Night - Joy To The World
- 1973
  - Roberta Flack e Donny Hathaway - Where Is the Love
  - America - A Horse with No Name
  - Bread - Baby I'm-a Want You
  - The New Seekers - I'd Like to Teach the World to Sing (In Perfect Harmony)
  - Seals & Crofts - Summer Breeze
- 1974
  - Gladys Knight & the Pips - Neither One of Us (Wants to Be the First to Say Goodbye)
  - The Carpenters - Sing
  - Tony Orlando and Dawn - Tie a Yellow Ribbon Round the Ole Oak Tree
  - Seals and Crofts - Diamond Girl
  - Paul McCartney e Wings - Live And Let Die
- 1975
  - Paul McCartney e Wings - Band on the Run
  - Quincy Jones - Body Heat
  - Steely Dan - Rikki Don't Lose That Number
  - The Stylistics - You Make Me Feel Brand New
  - Dionne Warwick e The Spinners - Then Came You
- 1976
  - Eagles - Lyin' Eyes
  - Captain & Tennille - Love Will Keep Us Together
  - Gladys Knight & the Pips - The Way We Were e Try to Remember
  - Simon & Garfunkel - My Little Town
  - The Singers Unlimited - A Capella II
- 1977
  - Chicago - If You Leave Me Now
  - England Dan & John Ford Coley - I'd Really Love to See You Tonight
  - Elton John e Kiki Dee - Don't Go Breaking My Heart
  - Queen - Bohemian Rhapsody
  - Starland Vocal Band - Afternoon Delight
- 1978
  - Bee Gees - How Deep Is Your Love
  - Crosby, Stills & Nash - CSN
  - Eagles - Hotel California
  - Fleetwood Mac - Rumours
  - Steely Dan - Aja
- 1979
  - Bee Gees - Saturday Night Fever
  - Commodores - Three Times A Lady
  - Earth, Wind & Fire - Got To Get You Into My Life
  - Roberta Flack e Donny Hathaway - The Closer I Get to You
  - Steely Dan - FM (No Static At All)

### Anni 1980
- 1980
  - The Doobie Brothers - Minute by Minute
  - Commodores - Sail On
  - Little River Band - Lonesome Loser
  - Barbra Streisand e Neil Diamond - You Don't Bring Me Flowers
  - Supertramp - Breakfast In America
- 1981
  - Barbra Streisand e Barry Gibb - Guilty
  - Ambrosia - Biggest Part of Me
  - The Pointer Sisters - He's So Shy
  - Kenny Rogers e Kim Carnes - Don't Fall in Love with a Dreamer
  - Bob Seger e The Silver Bullet Band - Against the Wind
- 1982
  - The Manhattan Transfer - The Boy from New York City
  - Hall & Oates - Private Eyes
  - The Pointer Sisters - Slow Hand
  - Diana Ross & Lionel Richie - Endless Love
  - Steely Dan - Gaucho
- 1983
  - Joe Cocker e Jennifer Warnes - Up Where We Belong
  - Chicago - Hard to Say I'm Sorry
  - Hall & Oates - Maneater
  - Paul McCartney e Stevie Wonder - Ebony and Ivory
  - Toto - Rosanna
- 1984
  - The Police - Every Breath You Take
  - Culture Club - Do You Really Want to Hurt Me
  - James Ingram e Patti Austin - How Do You Keep the Music Playing?
  - Michael Jackson e Paul McCartney - The Girl Is Mine
  - Kenny Rogers e Dolly Parton - Islands in the Stream
- 1985
  - The Pointer Sisters - Jump (for My Love)
  - The Cars - Drive
  - Chicago - Hard Habit to Break
  - Wham! - Wake Me Up Before You Go-Go
  - Yes - Owner of a Lonely Heart
- 1986
  - USA for Africa - We Are the World
  - Philip Bailey e Phil Collins - Easy Lover
  - Foreigner - I Want to Know What Love Is
  - Huey Lewis and the News - The Power of Love
  - Mr. Mister - Broken Wings
- 1987
  - Dionne Warwick, Elton John, Gladys Knight e Stevie Wonder - That's What Friends Are For
  - Peter Cetera ed Amy Grant - The Next Time I Fall
  - Patti LaBelle e Michael McDonald - On My Own
  - Mike + The Mechanics - All I Need Is a Miracle
  - Simply Red - Holding Back the Years
- 1988
  - Bill Medley e Jennifer Warnes - (I've Had) The Time of My Life
  - Heart - Alone
  - Los Lobos - La Bamba
  - Linda Ronstadt e James Ingram - Somewhere Out There
  - Swing Out Sister - Breakout
- 1989
  - The Manhattan Transfer - Brasil
  - The Beach Boys - Kokomo
  - The Escape Club - Wild, Wild West
  - Gloria Estefan e Miami Sound Machine - Anything for You
  - Brenda Russell e Joe Esposito - Piano in the Dark

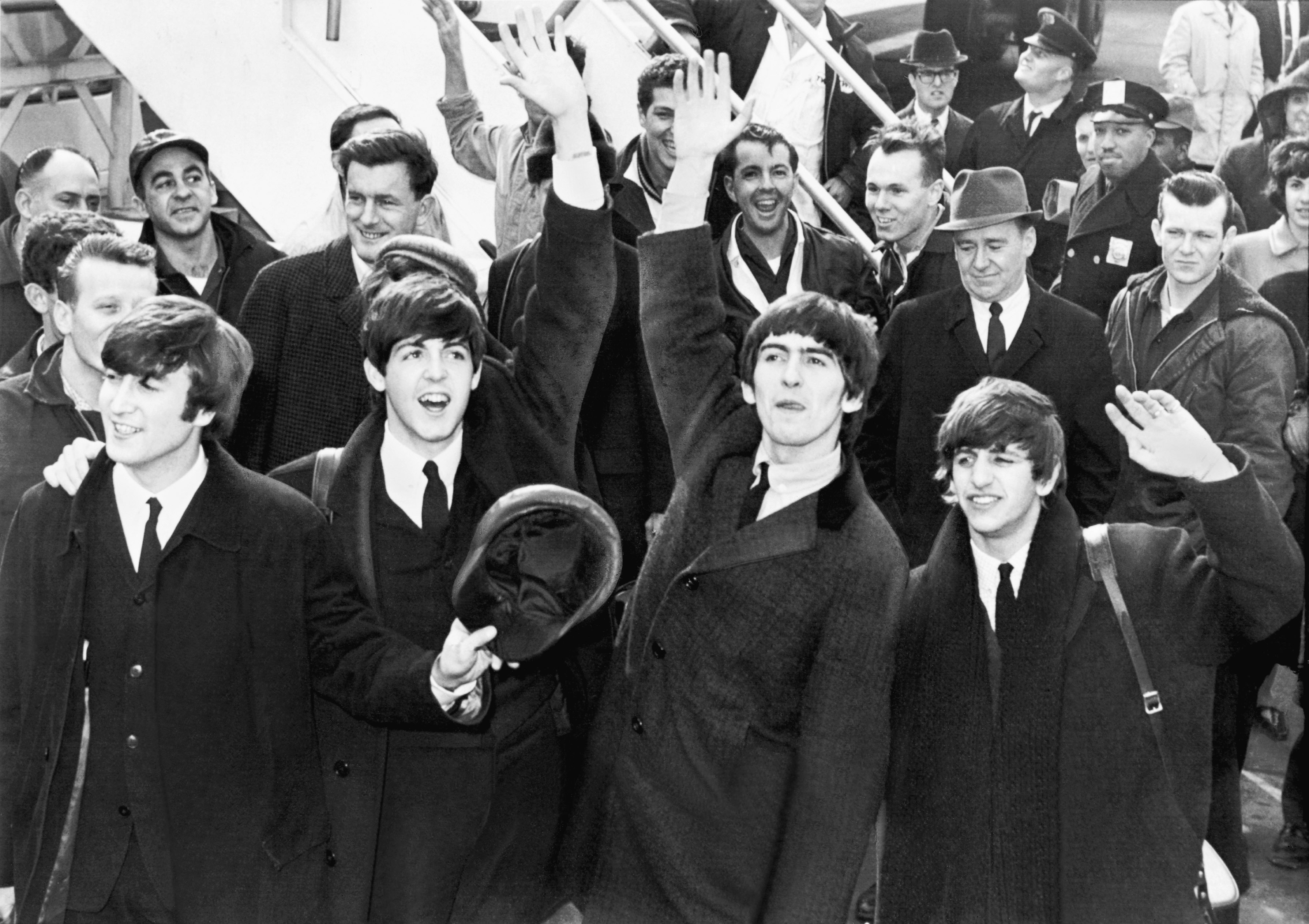
The Beatles hanno ricevuto 6 candidature in questa categoria. Hanno vinto nel 1997.

### Anni 1990
- 1990
  - Linda Ronstadt ed Aaron Neville - Don't Know Much
  - The B-52s - Love Shack
  - Fine Young Cannibals - She Drives Me Crazy
  - Mike + the Mechanics - The Living Years
  - Simply Red - If You Don't Know Me By Now
- 1991
  - Linda Ronstadt ed Aaron Neville - All My Life
  - The B-52s - Roam
  - Heart - All I Wanna Do Is Make Love to You
  - Bruce Hornsby & the Range - Across the River
  - The Righteous Brothers - Unchained Melody
  - Wilson Phillips - Hold On
- 1992
  - R.E.M. - Losing My Religion
  - The Stars from the Commitments - The Commitments (Original Motion Picture Soundtrack)
  - Extreme - More Than Words
  - Jesus Jones - Right Here, Right Now
  - Wilson Phillips - You're In Love
- 1993
  - Céline Dion e Peabo Bryson - Beauty and the Beast
  - Genesis - I Can't Dance
  - George Michael ed Elton John - Don't Let the Sun Go Down on Me
  - Prince e The New Power Generation - Diamonds & Pearls
  - Patty Smyth e Don Henley - Sometimes Love Just Ain't Enough
- 1994
  - Peabo Bryson e Regina Belle - A Whole New World
  - Céline Dion e Clive Griffin - When I Fall in Love
  - R.E.M. - Man on the Moon
  - Barbra Streisand e Michael Crawford - The Music of the Night
  - Vanessa Williams e Brian McKnight - Love Is
- 1995
  - All-4-One - I Swear
  - Ace of Base - The Sign
  - Crash Test Dummies - Mmm Mmm Mmm Mmm
  - Lisa Loeb & Nine Stories - Stay (I Missed You)
  - The Pretenders - I'll Stand by You
- 1996
  - Hootie & the Blowfish - Let Her Cry
  - All-4-One - I Can Love You Like That
  - Eagles - Love Will Keep Us Alive
  - The Rembrandts - I'll Be There For You
  - TLC - Waterfalls
- 1997
  - The Beatles - Free as a Bird
  - Gin Blossoms - As Long as It Matters
  - Journey - When You Love a Woman
  - The Neville Brothers - Fire on the Mountain
  - The Presidents of the United States of America - Peaches
  - Take 6 - When You Wish Upon A Star
- 1998
  - Jamiroquai - Virtual Insanity
  - The Rolling Stones - Anybody Seen My Baby?
  - Fleetwood Mac - Silver Springs
  - Hanson - MMMBop
  - No Doubt - Don't Speak
- 1999
  - The Brian Setzer Orchestra - Jump, Jive an' Wail
  - Aerosmith - I Don't Want to Miss a Thing
  - Barenaked Ladies - One Week
  - Goo Goo Dolls - Iris
  - Dave Matthews Band - Crush

### Anni 2000
- 2000
  - Santana e The Product G&B - Maria Maria

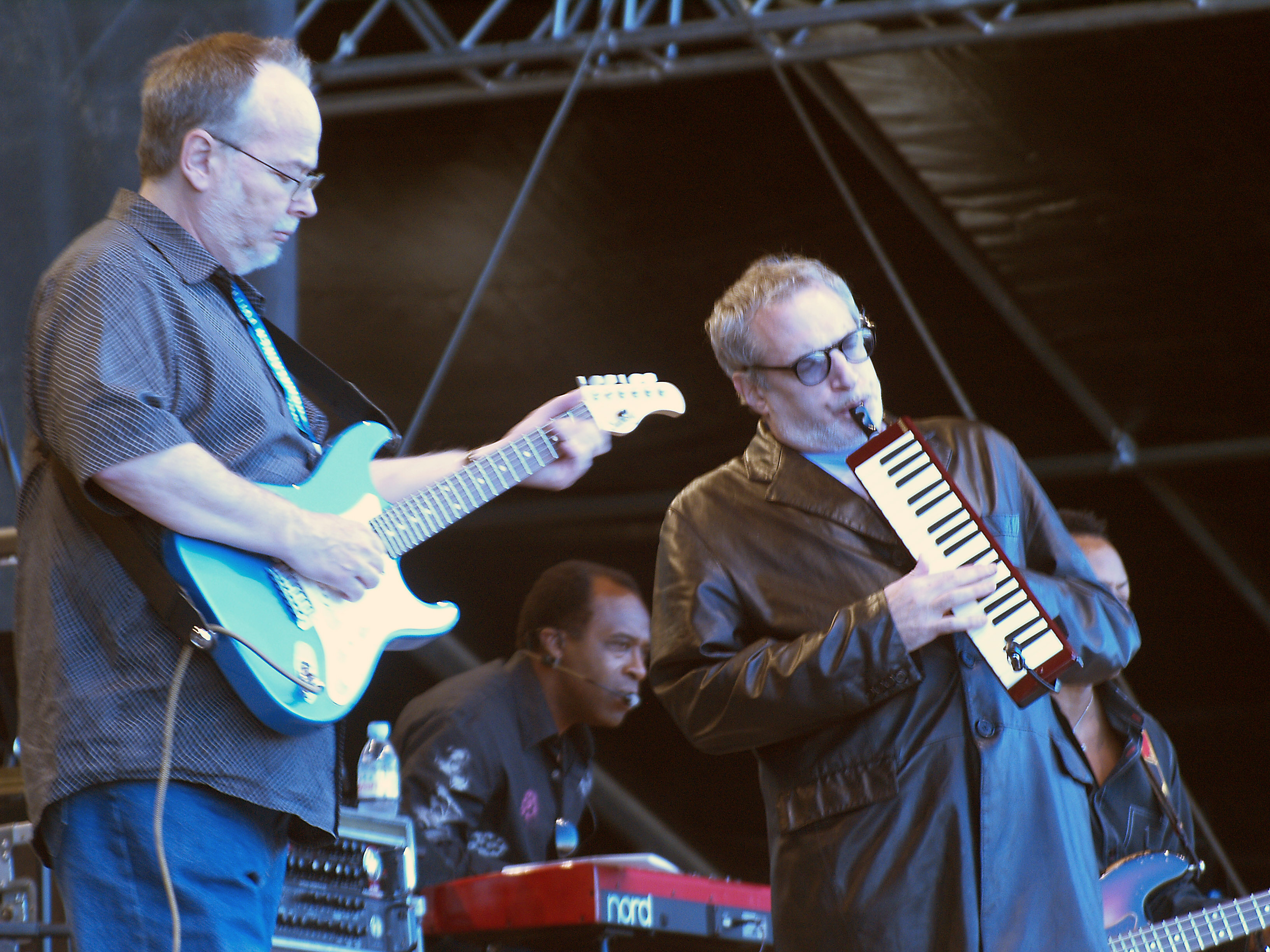
Gli Steely Dan hanno ricevuto un totale di 5 candidature in questa categoria. Hanno vinto nel 2001.

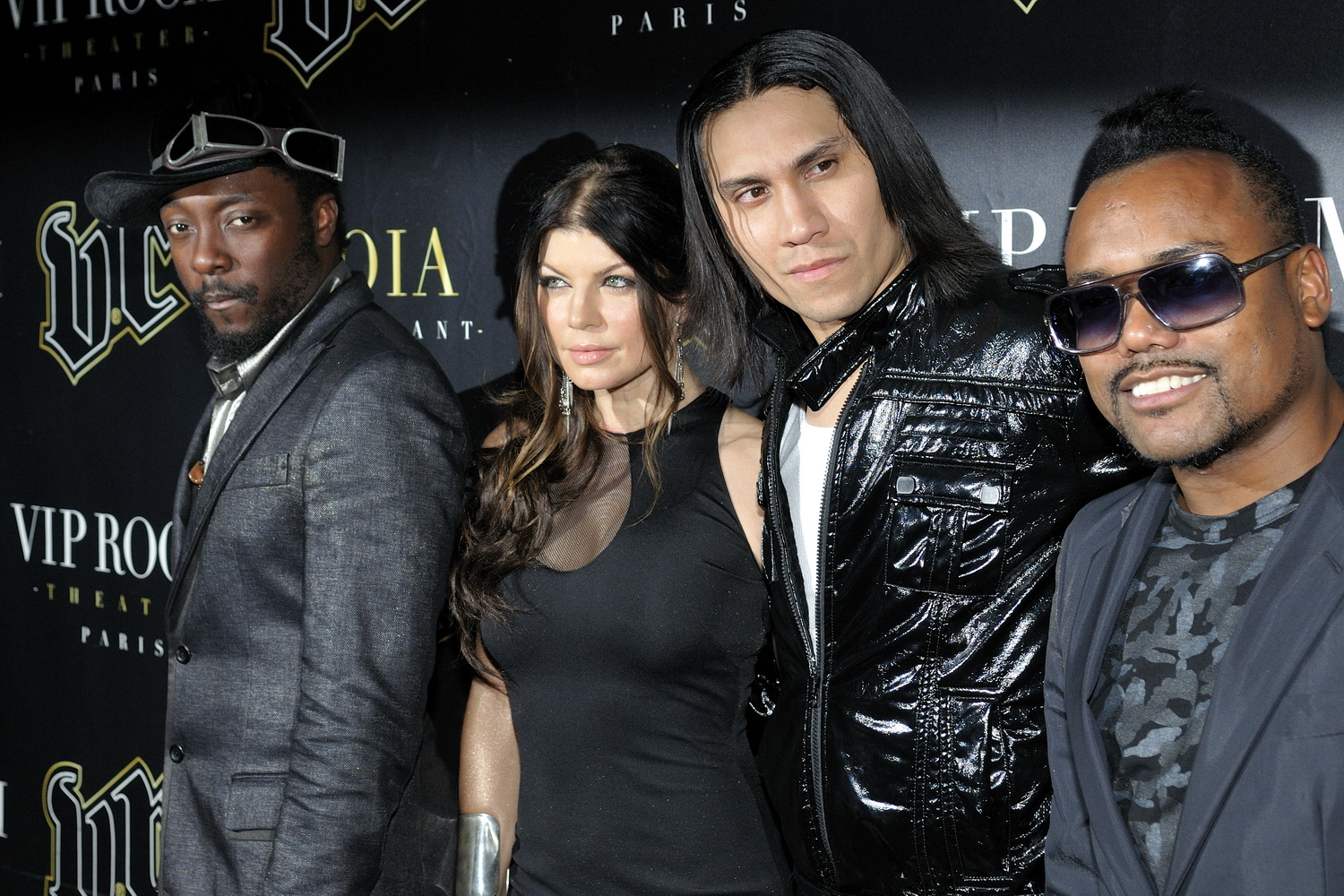
I Black Eyed Peas hanno vinto 2 premi in questa categoria su 3 candidature.

  - Backstreet Boys - I Want It That Way
  - Sixpence None the Richer - Kiss Me
  - Smash Mouth - All Star
  - TLC - Unpretty
- 2001
  - Steely Dan - Cousin Dupree
  - Backstreet Boys - Show Me the Meaning of Being Lonely
  - Barenaked Ladies - Pinch Me
  - The Corrs - Breathless
  - NSYNC - Bye Bye Bye
- 2002
  - U2 - Stuck in a Moment You Can't Get Out Of
  - Backstreet Boys - Shape of My Heart
  - Five for Fighting - Superman (It's Not Easy)
  - NSYNC - Gone
  - R.E.M. - Imitation of Life
- 2003
  - No Doubt - Hey Baby
  - Bon Jovi - Everyday
  - Bowling for Soup - Girl All The Bad Guys Want
  - Dave Matthews Band - Where Are You Going
  - NSYNC - Girlfriend
- 2004
  - No Doubt - Underneath It All
  - Bon Jovi - Misunderstood
  - The Eagles - Hole in the World
  - Fountains of Wayne - Stacy's Mom
  - Matchbox Twenty - Unwell
- 2005
  - Los Lonely Boys - Heaven
  - Evanescence - My Immortal
  - Hoobastank - The Reason
  - Maroon 5 - She Will Be Loved
  - No Doubt - It's My Life
- 2006
  - Maroon 5 - This Love (live)
  - Black Eyed Peas - Don't Lie
  - The Killers - Mr. Brightside
  - Los Lonely Boys - More Than Love
  - The White Stripes - My Doorbell
- 2007
  - Black Eyed Peas - My Humps
  - Death Cab for Cutie - I Will Follow You Into The Dark
  - The Fray - Over My Head (Cable Car)
  - Keane - Is It Any Wonder?
  - Pussycat Dolls - Stickwitu
- 2008
  - Maroon 5 - Makes Me Wonder
  - Bon Jovi - (You Want to) Make a Memory
  - Daughtry - Home
  - Plain White T's - Hey There Delilah
  - U2 - Window in the Skies
- 2009
  - Coldplay - Viva la vida
  - Eagles - Waiting in the Weeds
  - Gnarls Barkley - Going On
  - Maroon 5 - Won't Go Home Without You
  - OneRepublic - Apologize

### Anni 2010
- 2010
  - Black Eyed Peas - I Gotta Feeling
  - Bon Jovi - We Weren't Born to Follow
  - The Fray - Never Say Never
  - Daryl Hall e John Oates - Sara Smile
  - MGMT - Kids
- 2011
  - Train - Hey, Soul Sister (live)
  - Glee Cast - Don't Stop Believin' (Regionals Version)
  - Maroon 5 - Misery
  - Paramore - The Only Exception
  - Sade - Babyfather